# Ештадіу Жоау Кардозу
«Ештадіу Жоау Кардозу» (порт. Estádio João Cardoso) — футбольний стадіон у Тонделі, Португалія, домашня арена ФК «Тондела».

## Опис
Стадіон побудований та відкритий у 2008 році з місткістю 2 674 глядачі. У 2015 році була здійснена реконструкція арени, в результаті якої стадіон було розширено до 5 000 місць за рахунок будівництва нових трибунних споруд.